# Куянково (Красноуфімський міський округ)
Куя́нково (рос. Куянково) — присілок у складі Красноуфімського міського округу (Натальїнськ) Свердловської області.
Населення — 116 осіб (2010, 141 у 2002).
Національний склад станом на 2002 рік: татари — 89 %.